# Odontesthes bonariensis
Il pesce re (Odontesthes bonariensis) è un pesce osseo della famiglia Atherinopsidae, fino a poco tempo fa incluso nella famiglia Atherinidae.

## Distribuzione e habitat
È una specie presente nelle acque costiere del sud del Brasile, del nord Argentina e dell'Uruguay e nei fiumi Río de la Plata, Paraná, Uruguay e Tramandaí. È stato introdotto nel Lago di Nemi nel 1974 e negli anni recenti ha visto diminuire il proprio numero a causa di eventi di eutrofizzazione con fioriture di alghe azzurre. È stato immesso anche in molti altri paesi in vari continenti.
Vive soprattutto in acqua dolce o salmastra nelle parti terminali dei grandi fiumi, nelle lagune e negli estuari. Ha abitudini pelagiche.

## Descrizione
Questo pesce ha una sagoma molto slanciata, con muso molto appuntito e bocca piccola, armata di fitti denti minuti. Il corpo è poco compresso lateralmente. Le pinne dorsali sono due, abbastanza arretrate, la prima più bassa e corta della seconda. La pinna anale è lunga, la pinna caudale è forcuta, le pinne ventrali sono arretrate. Le scaglie sono piccole e caduche. 

Il colore è brunastro o azzurro sul dorso e sui fianchi, sui quali decorre una fascia argentata molto brillante. Il ventre è biancastro o rosato. La parte posteriore del capo è scura, quasi nera. 

Raggiunge la lunghezza massima di 70 cm per 3 kg di peso, la taglia media però è inferiore, 40 cm per 800 grammi.

## Alimentazione
Si ciba di plancton, gli esemplari più grandi catturano anche piccoli pesci.

## Riproduzione
Avviene nella stagione calda; gli esemplari sono sessualmente maturi già ad un anno di età. Le uova sono dotate di filamenti adesivi con i quali restano attaccate alla vegetazione acquatica. Ogni femmina depone diverse decine di migliaia di uova (orientativamente 50.000 per ogni chilogrammo di peso). Lo sviluppo degli avannotti è velocissimo.

## Pesca
Viene catturato con reti da posta. È anche preda dei pescatori sportivi.

Le carni sono più che buone, sulle sponde del lago di Nemi costituiscono una specialità locale.